# Boštjan Leban
Boštjan Leban, né le 14 avril 1973, à Maribor, en République fédérative socialiste de Yougoslavie, est un ancien joueur de basket-ball slovène. 